# Museu de Arte Contemporânea

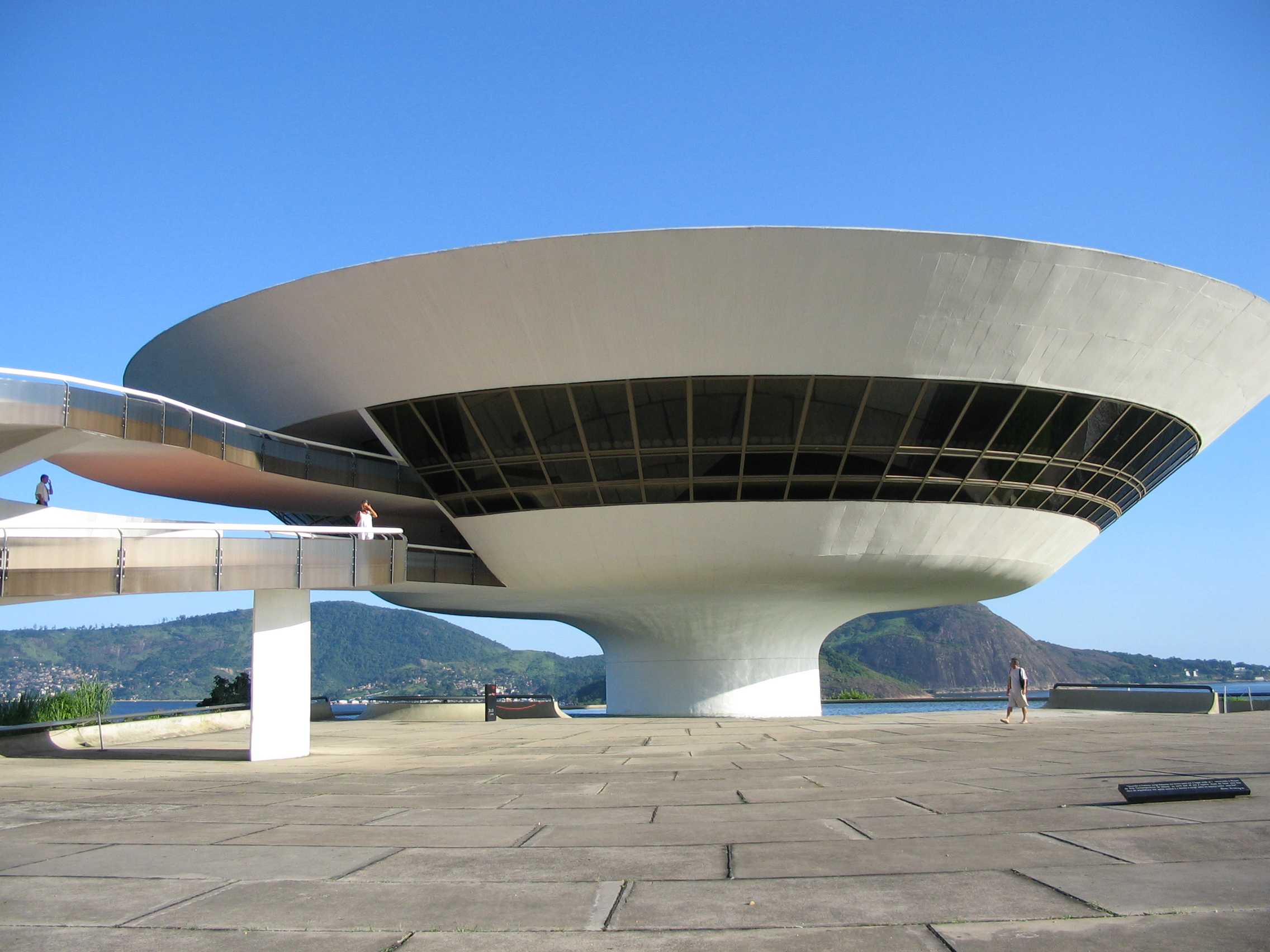
Museu de Arte Contemporânea

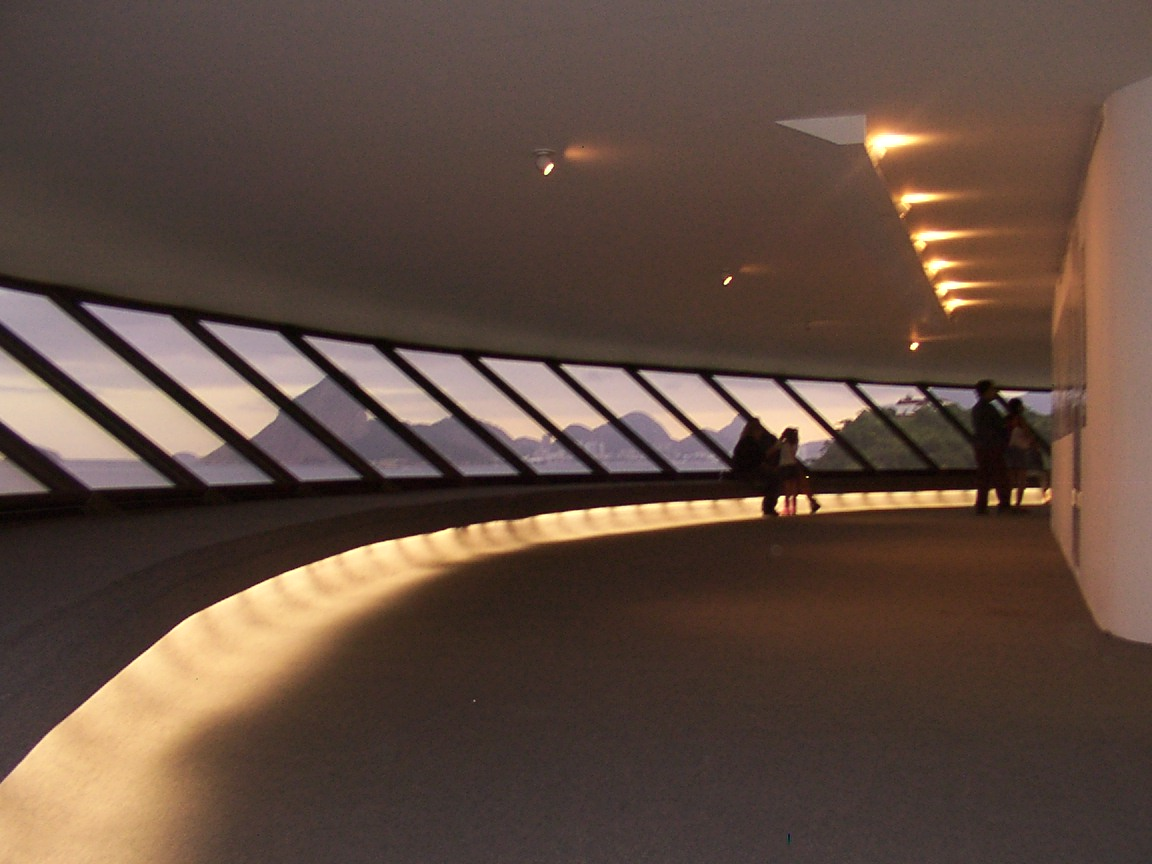
De expositieruimte

Het Museum voor hedendaagse kunst (Portugees: Museu de Arte Contemporânea, afgekort MAC), staat in de Braziliaanse stad Niterói, een voorstad van Rio de Janeiro.
Het gebouw werd ontworpen door Oscar Niemeyer.
Het Museum staat op een klif boven water. De expositieruimte biedt uitzicht op Niterói, de Baai van Guanabara en de Suikerbroodberg.
Het 16 meter hoge gebouw heeft de vorm van een UFO met een doorsnede van 50 meter. Onder het museum ligt een vijver waarin het museum weerkaatst wordt.